# ファースト・ネーションズ・アンド・パシフィカXV
ファースト・ネーションズ・アンド・パシフィカXV（First Nations & Pasifika XV）は、ブリティッシュ・アンド・アイリッシュ・ライオンズの2025年オーストラリア遠征で、その対戦相手として編成されたオーストラリアのラグビーユニオンチームである。

## 概要
2025年ブリティッシュ・アンド・アイリッシュ・ライオンズのオーストラリア遠征では、9試合をオーストラリアで実施。
その中のメルボルン・レベルズとの対戦予定が、同チームの解散によって白紙に。代わりに、このチームが新たに編成されて対戦することになった。
オーストラリア先住民と太平洋諸島系の選手で構成され、2025年7月22日にメルボルンのドックランズ・スタジアムで試合が行われ19-24でライオンズに敗れた。
2025年5月19日、元オーストラリア代表のフォワードでトンガ代表監督のトウタイ・ケフが監督に任命され、、5月26日にはグレン・エラ、セコペ・ケプ、サイモン・ライワルイ、タナ・ウマガがアシスタントコーチに任命された。